# Nymphalis escheri
Nymphalis escheri är en fjärilsart som beskrevs av Gramann 1920. Nymphalis escheri ingår i släktet Nymphalis och familjen praktfjärilar. Inga underarter finns listade i Catalogue of Life.